# غانغ بيستس
غانغ بيستس (بالإنجليزية: Gang Beasts)‏ هي لعبة من نوع بيتم أب من تطوير ونشر بونلوف. صدرت اللعبة على أجهزة مايكروسوفت ويندوز، ماك أو إس، لينكس وبلاي ستيشن 4 في 12 ديسمبر 2017 وعلى إكس بوكس ون في 27 مارس 2019.